# 245 Dywizja Strzelecka (ZSRR)
245 Dywizja Strzelecka (ros. 245-я стрелковая дивизия) – związek taktyczny (dywizja) Armii Czerwonej.
Sformowana w 1941, w związku z niemiecką agresją na ZSRR. Walczyła pod Diemianskiem. W 1945 roku razem z 135 Dywizją Strzelecką, 286 Dywizją Strzelecką i 92 Dywizją Strzelecką wchodziła w skład 115 Korpusu Strzeleckiego. W czasie walk na ziemiach polskich 245 DS dowodził gen. mjr Władimir Rodionow. Dywizja uczestniczyła m.in. w ofensywie Armii Czerwonej rozpoczętej 12 stycznia 1945 roku, biorąc udział w przełamaniu niemieckich fortyfikacji Stellung a2. Forsowała Nysę Kłodzką. Wojnę zakończyła w Czechosłowacji, w Hradcu Králové.